# Carl August Wilhelm Berends
Carl August Wilhelm Berends (Anklam, 19 aprile 1759 – Berlino, 1º dicembre 1826) è stato un medico tedesco.

## Biografia
Studiò medicina presso l'Università Viadrina di Francoforte sul Meno, dove nel 1788 diventò professore di medicina. Nel 1811 si trasferisce presso l'Università di Breslavia, dovuta alla chiusura dell'Università Viadrina di Francoforte. Nel 1815 fu nominato professore di medicina presso l'Università di Berlino e direttore ospedaliero presso la Charité di Berlino.
Nel 1789 Berends pubblicò l'Über den Unterricht junger Ärzte am Krankenbett , in cui descrisse le sue esperienze al Thielschen Krankenhaus di Francoforte. Poco dopo la sua morte nel 1826, il suo studente di un tempo, Karl Sundelin, pubblicò le conferenze di Berends sulla scienza medica ("Vorlesungen über die praktische Arzneiwissenschaft").